# Nuapu
Nuapu (Noapu) ist eine osttimoresische Aldeia im Suco Atudara (Verwaltungsamt Cailaco, Gemeinde Bobonaro). 2015 lebten in der Aldeia 398 Menschen.

## Geographie
Nuapu bildet den südlichen Teil des Nordterritoriums des Sucos Atudara. Nördlich liegt die Aldeia Biateho. Im Süden grenzt Nuapu an die Sucos Meligo und Dau Udo. Westlich des Flusses Nunura liegt das Verwaltungsamt Atabae und östlich des Marobo die Gemeinde Ermera. Der Lesupu bildet einen Teil der Nordgrenze Nuapus. Im Südwesten von Nuapu liegt der Hügel Foho Poelete (147 m).
Durch den Westen verläuft die Straße von Cailacos Hauptort Marko nach Hatolia Vila. An ihr liegen die Orte Biadila und Nuapu. Biadila hat eine Grundschule.

## Politik
2023 wurde Jeronimo Nascimento zum Chefe de Aldeia gewählt.